# Sivasagar
Sivasagar, auch Sibsagar, ist eine Stadt im indischen Bundesstaat Assam.
Die Stadt ist Hauptort des Distrikts Sivasagar. Sivasagar hat den Status eines Municipal Boards. Die Stadt ist in 14 Wards gegliedert. Sie hatte am Stichtag der Volkszählung 2011 50.781 Einwohner, von denen 26.925 Männer und 23.856 Frauen waren. Hindus bilden mit einem Anteil von über 78 % die Mehrheit der Bevölkerung in der Stadt. Muslime bilden eine Minderheit von über 20 %. Die Alphabetisierungsrate lag 2011 bei 91,8 % und damit deutlich über dem nationalen Durchschnitt.
Sivasagar, früher als Rangpur bekannt, war von 1699 bis 1788 die Hauptstadt des Königreichs Ahom. Die Ahoms regierten Assam sechs Jahrhunderte lang, bis ihr Königreich 1819 an die Burmesen fiel und ihre herrschende Klasse so gut wie ausgelöscht wurde. Die Stadt wurde 1825 von den Briten erobert und 1826 vollständig annektiert.